# امیلی هود وستاکوت
 امیلی هود وستاکوت (انگلیسی: Emily Hood Westacott؛ ۶ مهٔ ۱۹۱۰ – ۹ اکتبر ۱۹۸۰) یک تنیس‌باز اهل استرالیا بود.